# NHK三方ラジオ中継放送所
NHK三方ラジオ中継放送所（エヌエイチケイみかたラジオちゅうけいほうそうしょ）は、福井県三方上中郡若狭町の旧三方郡三方町域に置かれているNHK福井放送局のラジオ第1放送の中継局である。

## 概要
- 当ラジオ中継放送所は、2003年3月17日に開局した。
- 当ラジオ中継放送所は、敦賀市と小浜市の中間に位置するが、敦賀と小浜の両ラジオ中継局からの聴取が困難になったため、その解消の目的で設置された。

## 置局住所
- 三方上中郡若狭町気山（三方東部浄化センター横）

## 送信施設概要
| 放送局名    | 周波数  | 空中線電力 | 放送対象地域 | 放送区域 内世帯数 |
| NHK 福井第1 | 1584kHz | 100W       | 福井県       | 約-世帯           |

| スタブアイコン | サブスタブ | この項目は、まだ閲覧者の調べものの参照としては役立たない、福井県に関連した書きかけの項目です。この項目を加筆・訂正などしてくださる協力者を求めています（P:日本の都道府県/福井県）。 |